# Pandanus novibritannicus
Pandanus novibritannicus är en enhjärtbladig växtart som beskrevs av Harold St.John. Pandanus novibritannicus ingår i släktet Pandanus och familjen Pandanaceae. Inga underarter finns listade.